# Кумысников, Халит Латфуллович
Халит Латфуллович Кумысников (тат. Халит Лотфулла улы Кумысников; 27 февраля 1926, Медяна, Курмышская волость, Сергачский уезд, Нижегородская губерния, РСФСР, СССР — 12 мая 2008, Казань, Республика Татарстан, Российская Федерация) — советский и российский актёр татарского театра, режиссёр, театральный педагог, театровед. Кандидат искусствоведения (1963). Заслуженный деятель искусств Татарской АССР (1986).

## Биография
Халит Латфуллович Кумысников родился 27 февраля 1926 года в деревне Медяна Сергачского уезда Нижегородской губернии. Был восьмым ребёнком в семье зажиточного крестьянина. Один из братьев — Абдрахман (1913—1985), артист балета.
Отец Латфулла был торговцем и жил в Санкт-Петербурге, дружил с М. Я. Бигеевым, известен как просвещённый человек и меценат, обладавший огромной библиотекой, в частности, подарил Московской соборной мечети копию корана Османа. После революции и захвата квартиры восставшими переехал со всей семьёй в Медяну, на родину жены Гайши. В деревне отец владел двумя домами с мельницей и сепаратором, в год рождения сына также купил бревенчатый дом с садом в Граничном переулке в Москве, где тот рос в музыкальной среде, участвовал в самодеятельных концертных вечерах: сестра играла на мандолине, братья — на скрипке, баяне, домре.
В 1932 году отец был раскулачен, долго не мог никуда устроиться и в конце концов уехал в Новосибирск к сыну Аббасу, бежавшему из-за угрозы ареста. В 1934 году Халит вместе с матерью поехал к отцу, но вскоре они вернулись обратно в Москву. В том же году Халит пошёл в школу, стал увлекаться чтением и декламацией стихов, занимался в кружке художественной самодеятельности, принимал участие в школьных спектаклях и концертах. Несмотря на репрессированного отца, в 1938 году был принят в пионеры, активно участвовал в общественной работе.
В 1941 году после начала Великой Отечественной войны при помощи брата Абдуллы, работника наркомата речного флота, был с семьёй эвакуирован в Казань, куда вскоре из Горького прибыл отец. Бросив школу, поступил на живописное отделение Казанского художественного училища, где учился у И. П. Гурьева, Н. Н. Ливановой, Д. И. Рязанской. Одновременно занимался самообразованием, много читал, увлекался театральной самодеятельностью, а также выезжал в колхоз на заработки. В 1943 году отец был арестован по доносу как «кулак, избежавший советского суда», а затем осуждён на три года тюрьмы — скончался он в следующем году в лагере.
Пробыв три года в эвакуации, в 1944 году выдержал экзамен и поступил в татарскую студию Государственного института театрального искусства имени А. В. Луначарского, вернувшись в Москву учиться. Обладал мишарским акцентом, говорил с изъянами, но затем выучился татарскому литературному языку. Занимался у О. И. Пыжовой, М. П. Чистякова, Б. М. Седого, Б. В. Бибикова. В 1948 году одновременно был зачислен на режиссёрский факультет. После получения образования в 1949 году вместе со своей группой уехал в Казань и поступил в татарскую труппу Казанского театра юного зрителя, бросив учёбу на режиссёра. Работал под руководством К. З. Тумашевой, принял участие в ряде спектаклей, в частности сыграл роль профессора в спектакле «Колыбельная песня» Д. С. Аппаковой, а затем был назначен помощником режиссёра.
После расформирования татарской труппы трудился актёром русской группы, сыграв ряд ролей, в том числе Вали («Девочки» В. Ф. Пановой), Шенадье («Отверженные» В. Гюго). Решив бросить сцену и продолжить учиться, в 1950 году поступил на театроведческий факультет ГИТИСа, для чего экстерном получил аттестат о полном среднем образовании на выпускном курсе Казанского театрального училища за роль судебного пристава Лойяля («Тартюф» Ж.-Б. Мольера). В 1955 году окончил институт с дипломной работой о творчества Х. Г. Абжалилова, пройдя практику в отделе искусств газеты «Кызыл Татарстан».
После окончания института некоторое время работал старшим инспектором по искусству в министерстве культуры Татарской АССР, откуда ушёл из-за конфликта с начальством. В 1955—1958 годах занимал пост заведующего литературной частью Татарского государственного академического театра имени Г. Камала. В 1958—1960 годах был режиссёром Казанской студии телевидения. Стоял у истоков казанского телевещания, выпустив как режиссёр целый ряд телеспектаклей, творческих вечеров и передач, посвящённых артистам татарских театров. В 1961 году окончил аспирантуру ГИТИСа, где занимался на кафедре театров народов СССР у Г. И. Гояна, а в 1963 году защитил диссертацию на тему «Современный татарский драматический театр (1941—1962). Очерк истории», получив учёную степень кандидата искусствоведения. В дальнейшем также работал над докторской диссертацией, которая осталась незавершённой.
С 1961 года преподавал в Казанском педагогическом институте, в 1969 году перешёл в Казанский филиал Ленинградского института культуры имени Н. К. Крупской (в дальнейшем — Казанский институт культуры), где проработал до 1992 года. На протяжении ряда лет занимал пост заведующего кафедрой режиссуры, будучи первым человеком в этом качестве, собрал профессиональный коллектив педагогов, с нуля разработал программу обучения режиссёров народных театров на примере ГИТИСа. Большое внимание уделял подготовке студентов и заботе об их дальнейшем пути в искусстве, подготовил более десяти групп выпускников института, ставших видными театральными педагогами, теле- и радиорежиссёрами. В 1992 году получил учёное звание профессора. 
Учителем Халит Латфуллович был необыкновенным. При создании образов персонажей и всего спектакля он учил нас анализировать не только то явное, что задавал автор пьесы, но и мельчайшие косвенные признаки характеров. И в то же время формулировать зерно образа, то есть в двух словах обозначать каждое действующее лицо. Халит Латфуллович приглашал нас на премьеры казанских и гастролирующих театров, требуя сразу после спектаклей анализа увиденного и услышанного. Наши впечатления были ему действительно интересны, и к каждому из нас он относился как-то особенно, как к уникальным индивидуальностям. Никогда не подавлял своим авторитетом, даже при критическом разборе наших ошибок. Он искренне любил всех своих студентов, знал не только о жизни каждого заочника за пределами вуза, но и чувствовал самую потаённую его суть, грехи и подвиги, иногда давая понять любимцу это своё рентгеновское знание о нём.Светлана Колина, 2016 год.
Одним из первых стал заниматься изучением истории и систематизацией сведений о татарском театре, выступал с театральной критикой в республиканской прессе. Был автором ряда популярных публикаций об известных деятелях татарского театра, публиковался в научных сборниках, подготовил несколько десятков статей для Театральной энциклопедии. Выпустил альбомы к 50- и 60-летию Татарского государственного академического театра имени Г. Камала (1957, 1967), монографию «Истоки сценического реализма. Очерки истории дооктябрьского татарского театра» (1982), книги о творчестве Х. Г. Абжалилова (1984), Ш. Ю. Кутдусовой и Х. А. Султанова (обе — 1995). Как профессиональный театровед демонстрировал глубокий научный подход к исследованию вопросов актёрской игры и режиссёрской работы, большой интерес представляют книги Кумысникова о театре Камала, указывал, что сразу после решений XX съезда КПСС внёс свой вклад в реабилитацию ряда имён репрессированных деятелей татарского искусства, театральных актёров и режиссёров. Одним из первых, в частности, Кумысников осветил историю Татарского республиканского передвижного театра (ныне — Татарский театр драмы и комедии имени К. Тинчурина). Является автором воспоминаний, начатых в 1998 году и в 2001 году опубликованных в журнале «Казань».
Халит Латфуллович Кумысников скончался 12 мая 2008 года в Казани. Похоронен с женой и дочерью на Ново-Татарском кладбище (41 аллея, правая сторона, 36 участок).
Я прожил эти годы не в тепличных условиях. Трудности, выпавшие на мою долю, исходили из острых столкновений с окружающим миром. Благодаря нелёгким испытаниям я стал не жестоким, наоборот — душевнее и мягче. И, положа руку на сердце, могу сказать, что никогда, никому не делал зла, не оскорблял достоинства людей, старался быть доброжелательным, готовым прийти на помощь. Я не нажил богатства, поскольку всегда стремился прежде всего к духовному обогащению. Общение с замечательными людьми придавало мне радость и надежду. Эти чувства заставляли и меня самого быть искренним и доброжелательным. В каждом человеке я искал доброе начало. Мне хотелось помочь многим людям, прежде всего ученикам, поверить в себя, найти своё призвание и раскрыть талант. Человек должен прожить жизнь так, чтобы, уходя из неё, не раскаяться. Мне, слава Аллаху, жалеть не о чём.Халит Кумысников, 2001 год.

## Награды
- Почётное звание «Заслуженный деятель искусств Татарской АССР» (1986 год)[29].
- Почётная грамота Республики Татарстан (1996 год)[40].

## Личная жизнь
Жена — Асия Хасановна Хайруллина (1921—2004), актриса, встретились во время учёбы в ГИТИСе, поженились в 1949 году в Москве. Две дочери — Джамиля (р. 1950, театровед) и Наиля (р. 1958, художник).